# Petey Pablo
Petey Pablo nome artístico de Moses Mortimer Barrett III  (Greenville, 22 de julho de 1973) é um rapper,ator norte-americano.

## Biografia
Petey Pablo nasceu em Greenville, Carolina do Norte, passou cinco anos preso por causa de um assalto à mão armada em 1993 após ser solto, se mudou para Nova York , onde conheceu Black Rob e Busta Rhymes. Rumores dizem que o diretor da Jive Records o contratou após ouvi-lo cantando no chuveiro.

## Carreira

### 2001-2002: Sucesso e Álbum de estreia
Logo após assinar com a Jive Records, Petey Pablo começou a trabalhar em seu álbum de estréia.Seu primeiro single foi "Raise Up" lançado no Verão de 2001, sendo produzido por Timbaland. O single foi um sucesso passando varias vezes no MTVcehegando na 25º colocação na Billboard Hot 100. Seu álbum de estréia intitulado; Diary of a Sinner: 1st Entry foi lançando em 6 de Novembro de 2001, chegou a 13º na Billboard 200 e certificado em ouro pela RIAA, Vendendo mais de 103.000 cópias na primeira semana.

### 2003-2006: Sucesso contínuo e Segundo Álbum
No início de 2003, seu álbum de estreia recebeu uma nomeação para o Grammy na categoria de Melhor Álbum de Rap, porém perdeu para o álbum de eminem; The Eminem Show. Petey Pablo continuou o seu sucesso, e começou a trabalho no seu segundo álbum de estúdio intitulado, Still Writing in My Diary: 2nd Entry no qual ele começou a trabalhar em em 2003. Seu segundo álbum foi um sucesso comercial e de crítica, chegando ao 4º lugar na Billboard 200 e foi certificado em ouro pela RIAA. O primeiro single do álbum; " Freek-a-Leek" foi produzido por Lil Jon, e acabou sendo maior hit de sua carreira, alcançando a 7º posição na Billboard Hot 100. Ainda em 2004 Petey Pablo manteve o sucesso ao grava a musica ''Goodies'' com a cantora Ciara, que liderou a Billboard Hot 100. Após o lançamento de seu segundo álbum de estúdio, Petey Pablo entrou em um hiato.

### 2010-Presente: Volta à música e Terceiro Álbum de estúdio
Após sua saída da Jive Records, Petey Pablo fundou sua própria gravadora independente, chamada Carolina Music Group. Ele lançou uma faixa em Julho de 2010, intitulado "Go", sendo produzida por Timbaland. Em setembro de 2011, Petey Pablo lançou um single chamado "Get Low" na iTunes. Em 17 de fevereiro de 2012, enquanto estava na prisão Petey Pablo lançou uma mixtape chamado Carolina # 1, lançado através de sua recém gravadora "Carolina Music Group".Petey Pablo confirmou que ia lançar um terceiro álbum de estúdio, porém ainda não tem previsão de lançamento.

### Filmes e Séries
Em 2002, Petey Pablo atuou em filmes como: Drumline, Just Another Day, Lyricist Lounge: Dirty States of America. Em 23 de setembro de 2015 fez uma participação especial na série Empire.

## Controvérsias
Em 11 de setembro de 2010, Barrett foi preso novamente, desta vez por tentar transportar uma pistola semi-automática no aeroporto Raleigh–Durham International Airport com destino a Los Angeles. Em 26 de setembro de 2011, ele foi condenado a 35 meses de prisão.

## Discografia

### Álbuns de estúdio
2001: Diary of a Sinner: 1st Entry
2004: Still Writing in My Diary: 2nd Entry

#### Mixtapes
2012: Carolina #1

### Singles
| Ano  | Titulo                                | Álbum                                |         |
| ---- | ------------------------------------- | ------------------------------------ | ------- |
| 2001 | "Raise Up"                            | Diary of a Sinner: 1st Entry         |         |
| 2001 | "I Told Y'all"                        | Diary of a Sinner: 1st Entry         |         |
| 2002 | "I"                                   | Diary of a Sinner: 1st Entry         |         |
| 2002 | "Club Banger"                         | Drumline OST                         |         |
| 2004 | "Freek-a-Leek"                        | Still Writing in My Diary: 2nd Entry |         |
| 2004 | "Vibrate" (participação de Rasheeda)  | Still Writing in My Diary: 2nd Entry |         |
| 2006 | "Show Me the Money"                   | Still Writing in My Diary: 2nd Entry | Step Up |
| 2011 | "Get Low" (participação de Wizz Dumb) | Carolina #1                          |         |

### Como artista convidada
| Ano  | Titulo                                  | Album   |
| ---- | --------------------------------------- | ------- |
| 2004 | "Goodies" (Ciara featuring Petey Pablo) | Goodies |

## Ligações Externas
- Petey Pablo entry no Allmusic